# 十能

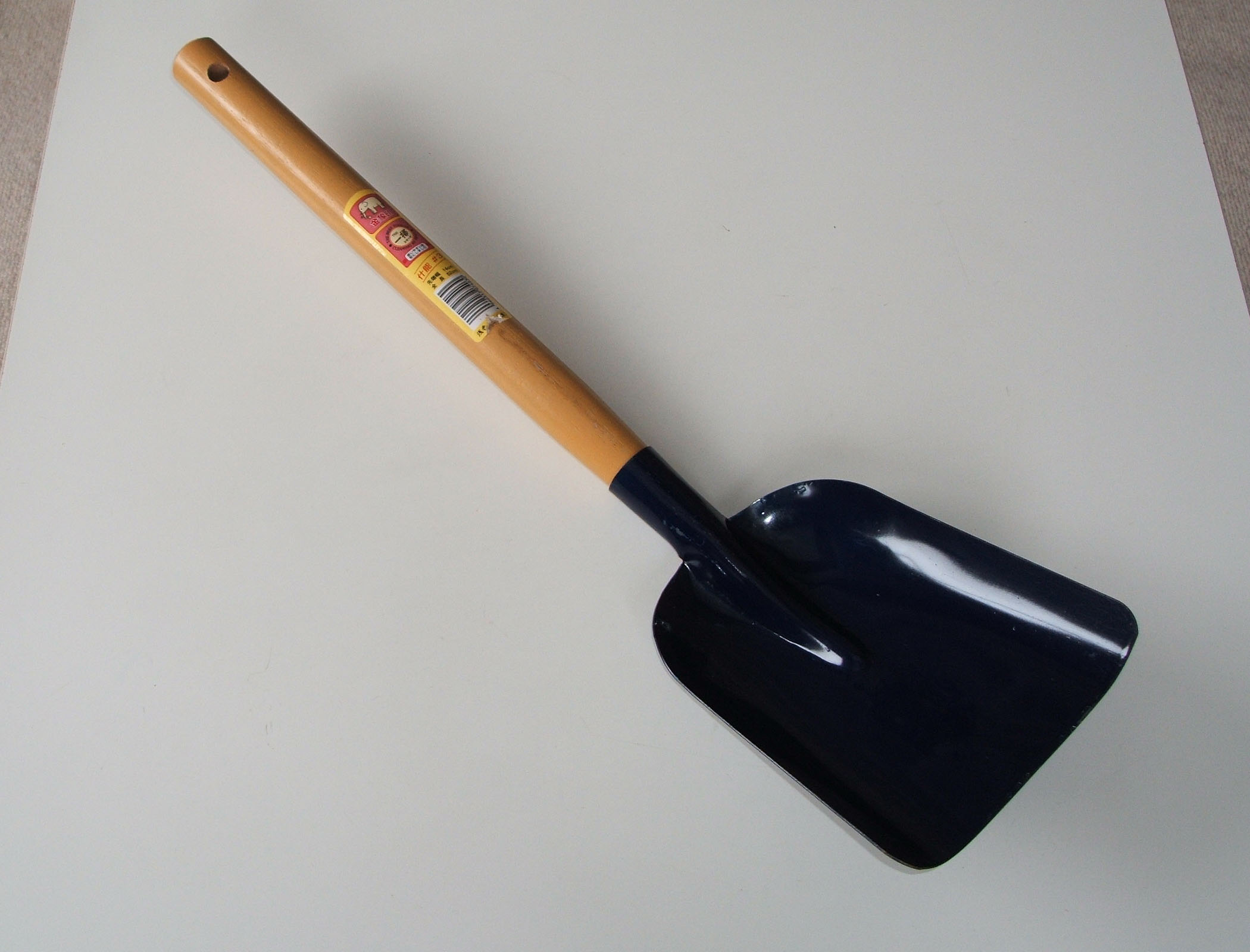
什能

十能（什能、じゅうのう）は、小型のシャベルあるいは柄杓（ひしゃく）のような形をした、炭や灰を運ぶための日本の家庭道具あるいは農具である。
鉄製であることが多く、柄の部分まで鉄製のものを「共柄（ともえ）」、柄が木製であれば「木柄（もくえ）」と呼ばれる。先端部は鋳鉄製あるいは、メッキ薄板金製で角シャベルの形状をしている。主な用途は、炭火を利用する囲炉裏あるいは石炭ストーブや暖炉などへの燃料（炭など）の投入や移動。また、溝の掃除、焼却炉の灰かきにも用いられる。共柄十能は近年の日本では100円ショップで販売されるほどの価格である。

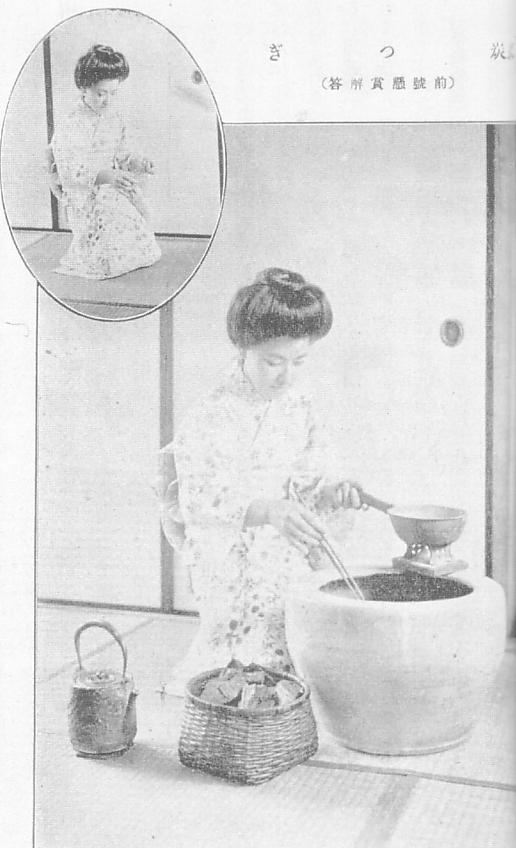
左手に炭十能を持つ女性。木製の台座が付いている

炭十能と呼ばれるものは、火のついた炭を運ぶために柄杓の形をしたものであり、鍋の形状にも近い。鋳鉄製、銅製、アルミニウム製などがある。形は似るが火起こしと違って底部に炎を通す隙間がないので、木炭を炭十能に入れ直火に掛けることでの着火は難しい。また、茶道などで用いるものなど家屋内で使用するものは、熾った炭を入れたまま畳に置けるよう木製の台座が付いており、この台座付きの炭十能は直火に掛けることができず炭への着火に全く適さない。
「10の能力（使い道）がある」から、十能と称されるようになったという説もある。